# Hans-Jürgen Syberberg
Hans-Jürgen Syberberg (Nossendorf, Mecklenburg-Pomerània Occidental, 8 de desembre de 1935) és un director de cinema alemany, la pel·lícula del qual més coneguda és el seu llargmetratge Hitler, ein Film aus Deutschland.

## Biografia
Fill d'un hisendat, Syberberg va viure fins a 1945 a Rostock i Berlín. En 1952 i 1953 va gravar la seva primeres presa de 8 mm dels assajos del Berliner Ensemble. En 1953 es va anar a viure a Alemanya Occidental, on en 1956 va començar estudis en literatura i història de l'art, completant-los al següent any. Va aconseguir el seu doctorat a Múnic amb la tesi "L'absurd en Dürrenmatt." En 1963 Syberberg va començar a produir documentals sobre Fritz Kortner i Romy Schneider per a la Ràdio de Baviera, entre d'altres.

## Obra
Per a Syberberg, el cinema és una forma de Gesamtkunstwerk. Molts comentadors, inclòs el mateix Syberberg, han caracteritzat el seu treball com una combinació cinemàtica de la doctrina del teatre èpic de Bertolt Brecht i de l'estètica operística de Richard Wagner. Alguns famosos filòsofs i intel·lectuals han escrit sobre el seu treball, com Susan Sontag, Gilles Deleuze i Philippe Lacoue-Labarthe.
En 1975 Syberberg va publicar Winifried Wagner und die Geschichte des Hauses Wahnfried von 1914-1975, un documental sobre Winifred Wagner, una dona anglesa que va contreure matrimoni amb el fill de Richard Wagner, Siegfried. El docomental va atreure l'atenció a causa que exhibeix l'admiració de la senyora Wagner per Adolf Hitler. El documental va resultar polèmic per la família Wagner i el Festival de Bayreuth (del qual ella s'havia fet càrrec des de 1930 fins a la Segona Guerra Mundial). Winifred Wagner es va oposar al fet que incloguessin en el documental converses que no sabia havien estat gravades.
Syberberg és també conegut per la seva aclamada interpretació visual de l'òpera de Wagner, Parsifal de 1982.
Actualment resideix a Múnic.

## Filmografia
- 1965 - Fünfter Akt, Siebte Szene. Fritz Kortner probt Kabale und Liebe
- 1965 - Romy. Anatomie eines Gesichts
- 1966 - Fritz Kortner spricht Monologue für eine Schallplatte
- 1966 - Wilhelm von Kobell
- 1966 - Die Grafen Pocci - einige Kapitel zur Geschichte einer Familie
- 1968 - Scarabea - Wieviel Erde braucht der Mensch?
- 1969 - Sex-Business - made in Pasing
- 1970 - San Domingo
- 1970 - Nach meinem letzten Umzug
- 1972 - Ludwig - Requiem für einen jungfräulichen König
- 1972 - Theodor Hierneis oder: Wie man ehem. Hofkoch wird
- 1974 - Karl May
- 1975 - Winifred Wagner und die Geschichte des Hauses Wahnfried von 1914-1975 (Original: 302 min, US version: 104 min)
- 1978 - Hitler, ein Film aus Deutschland
- 1981 - Parsifal
- 1984 - Die Nacht
- 1985 - Edith Clever liest Joyce
- 1986 - Fräulein Else
- 1987 - Penthesilea
- 1989 - Die Marquise von O.
- 1993 - Syberberg filmt Brecht
- 1994 - Ein Traum, was sonst
- 1997 - Höhle der Erinnerung

## Escrits
- Interpretationen zum Drama Friedrich Dürrenmatts: Zwei Modellinterpretationen zur Wesensdeutung des modernen Dramas. Uni-Druck, München 1965.
- Fotografie der 30er Jahre: Eine Anthologie. Schirmer-Mosel Verlag, München 1977, ISBN 978-3-921375-14-3.
- Filmbuch – Filmästhetik – 10 Jahre Filmalltag- Meine Trauerarbeit für Bayreuth- Wörterbuch des deutschen Filmkritikers. Fischer Taschenbuch, 1979, ISBN 3-596-23650-9.
- Die freudlose Gesellschaft. Notizen aus dem letzten Jahr. Hanser Verlag, München 1981, ISBN 3-446-13351-8.
- Parsifal. Ein Filmessay. Heyne Verlag, München 1982, ISBN 3-453-01626-2.
- Der Wald steht schwarz und schweiget. Neue Notizen aus Deutschland. Diogenes Verlag AG, Zürich 1984, ISBN 3-257-01662-X.
- Kleist, Penthesilea. Hentrich, Berlin 1988, ISBN 3-926175-49-4.
- Vom Unglück und Glück der Kunst in Deutschland nach dem letzten Kriege. Matthes & Seitz, München 1990, ISBN 3-88221-761-8.
- Der verlorene Auftrag – ein Essay. Karolinger, Wien 1994, ISBN 978-3-85418-068-5.
- Das Rechte – tun. Kronenbitter, München 1995, ISBN 3-930580-02-0.
- Film nach dem Film. Verlag für moderne Kunst, Nürnberg 2008, ISBN 3-940748-12-9.